# Іващенко Валерій Володимирович (військовик)
Вале́рій Володи́мирович Іва́щенко (нар. 10 жовтня 1992 — пом. 11 липня 2014) — старший солдат 30-ї окремої механізованої бригади Збройних сил України, учасник російсько-української війни на Сході України.

## З життєпису
Народився 10 жовтня 1992 року в селі Городище Чуднівського району Житомирської області. У 2008 році закінчив 9 класів загальноосвітньої школи села Тютюнники Чуднівського району, у 2011 році — професійно-технічне училище № 30 села Турчинівка Чуднівського району за спеціальністю тракторист-машиніст.
Проходив строкову військову службу в 95-й окремій аеромобільній бригаді (нині — 95-та окрема десантно-штурмова бригада; військова частина А0281, місто Житомир).
26 березня 2014 року мобілізований до лав Збройних Сил України. Служив кулеметником 30-ї окремої механізованої бригади (військова частина А0409, місто Новоград-Волинський Житомирської області).
З весни-літа 2014 року брав участь в антитерористичній операції на сході України.
Загинув 11 липня 2014 року в бою з терористами — о 12-й годині поблизу Олександрівська під Луганськом колона українських бійців потрапила в засідку. У тому ж бою загинув солдат Юрій Оліферчук.
Похований у селі Городище Чуднівського району 15 липня 2014-го. Залишились мати та два брати.

## Нагороди та вшанування
- 14 листопада 2014 року за особисту мужність і героїзм, виявлені у захисті державного суверенітету та територіальної цілісності України, вірність військовій присязі під час російсько-української війни, відзначений — нагороджений орденом «За мужність» III ступеня (посмертно).
- 27 січня 2015 року в селі Тютюнники на будівлі загальноосвітньої школи (вулиця Шкільна, 1) та 4 лютого 2015 року в селі Турчинівка в будівлі професійно-технічного училища № 30 (вулиця Житомирська, 6), де навчався Валерій Іващенко, йому відкриті меморіальні дошки.